# Scabdates
Scabdates es el único LP en vivo, y el segundo oficial, grabado por la banda estadounidense The Mars Volta como forma de promoción para su Frances the Mute.

## Lista de canciones
1. "Abrasions Mount the Timpani" – 4:07
2. "Take the Veil Cerpin Taxt" – 5:57
3. "A. Gust of Mutts" – 2:34
4. "B. And Ghosted Pouts" – 4:52
5. "Caviglia" – 2:46
6. "Concertina" – 4:17
7. "Haruspex" – 5:24
8. "Cicatriz" – 8:16
9. "A. Part I" – 2:34
10. "B. Part II" – 7:39
11. "C. Part III" – 4:29
12. "D. Part IV" – 20:00

### Lista de canciones
Como aparece en la página oficial
1. "Abrasions Mount the Timpani" – 4:07
2. "Take the Veil Cerpin Taxt" – 13:23
  - "Gust of Mutts"
  - "And Ghosted Pouts"
3. "Caviglia" – 2:46
4. "Concertina" – 4:17
5. "Haruspex" – 5:24
6. "Cicatriz" – 42:57

## Fuente de grabaciones
05/05/2005 - Roseland Ballroom - New York, NY
- Abrasions Mount the Timpani
- Take the Veil Cerpin Taxt

05/06/2005 - Roseland Ballroom - New York, NY
- Gust of Mutts

05/12/2004 - Wiltern Theatre - Los Angeles, CA
- Haruspex
- Cicatriz
- Cicatriz, Pt. I
- Cicatriz, Pt. II
- Cicatriz, Pt. III
- Cicatriz, Pt. IV

05/13/2004 - Wiltern Theatre - Los Angeles, CA
- Caviglia

Fuente de grabación desconocida
- Concertina (puede que haya sido grabada en un concierto del 2005 ya que a Adrián Terrazas-González se le puede escuchar en el saxofón y el recién ingresó a tocar en vivo con la banda en ese año)
- And Ghosted Pouts

## Personal
- Omar Rodríguez-López
- Cedric Bixler-Zavala
- John Frusciante
- Juan Alderete
- Jon Theodore
- Isaiah Ikey Owens
- Adrián Terrazas-González
- Pablo Hinojos-González
- Marcel Rodríguez-López

## Curiosidades
- La carátula es una foto de Danielle Van Ark.
- El álbum termina con Cedric diciéndole a los fanes: "vayan a casa y tomen un baño."
- Durante varias partes de la sección de sonidos en la suite cicatriz -canción número 12- se puede escuchar el coro de Eunuch Provocateur del Tremulant EP.

- Datos: Q595397